# Mor
 For alternative betydninger, se Mor (flertydig). (Se også artikler, som begynder med Mor)
En mor eller moder er en kvinde, som har et barn. Grundlæggende set er ordet mor en biologisk betegnelse, men adopterede børn og stedbørn kalder ofte adoptivmoren eller stedmoren for mor.

## Former for moderskab
En ikke nødvendigvis komplet liste over varianter af mødre:
- Biologisk mor
- Rugemor
- Stedmor
- Adoptivmor
- Hønemor
- Ravnemor
- Gudmor